# Raffaele Minichiello
Raffaele Minichiello (ur. 1 listopada 1949 w Melito Irpino) – amerykański żołnierz piechoty morskiej włoskiego pochodzenia. Walczył i został ranny w Wietnamie. 
W 1969 r. pod wpływem alkoholu włamał się do sklepu z elektroniką i tam zasnął. Dwa dni przed procesem, 31 października 1969, wsiadł do samolotu do San Francisco, sterroryzował załogę bronią i uciekł do Włoch (w czasie międzylądowania w Denver zwolnił wszystkich pasażerów). Aresztowany i skazany na trzy i pół roku więzienia, zwolniony po półtora roku. Włochy odmówiły wydania go władzom USA. Szybko stał się bohaterem przeciwników wojny w Wietnamie, Carlo Ponti planował nakręcić o nim film. W następnych latach grał we włoskich westernach, z czasem utracił popularność i podjął pracę jako kelner. W 1999 r. ułaskawiony w USA.